# Depressizona exorum
Depressizona exorum là một loài ốc biển, là động vật thân mềm chân bụng sống ở biển thuộc họ Depressizonidae.
It have been placed also in Scissurellidae.